# Holavedsleden
Der Holavedsleden ist ein schwedischer Wanderweg in der Provinz Småland, der von Gränna im Westen nach Tranås im Osten führt. Der Wanderweg ist 59 Kilometer lang.
Auf dem Weg befinden sich drei Rast-/Zeltplätze mit Windschutzhütten, Feuerstellen und Plumpsklos. An den Wanderweg schließt bei Gränna der John Bauerleden an. Vom Holavedsleden zweigt bei Grankärr der Anebyleden ab.
Es wird erwartet, dass alle Wanderer das Allemansrätt beachten und generell schonend mit Umwelt und Natur umgehen.